# Dicranomyia nesomorio
Dicranomyia nesomorio är en tvåvingeart som beskrevs av Alexander 1928. Dicranomyia nesomorio ingår i släktet Dicranomyia och familjen småharkrankar. Inga underarter finns listade i Catalogue of Life.